# Pristimantis petrobardus
Espèce
Synonymes
- Eleutherodactylus petrobardus Duellman, 1991
- Eleutherodactylus vermiculatus Duellman & Lehr, 2007
- Pristimantis vermiculatus (Duellman & Lehr, 2007)

Statut de conservation UICN

 EN  : En danger
Pristimantis petrobardus est une espèce d'amphibiens de la famille des Craugastoridae.

## Répartition
Cette espèce est endémique de la province de Chota dans la région de Cajamarca au Pérou. Elle se rencontre à Huambos et Río Zaña entre 1 800 et 2 500 m d'altitude dans la cordillère Occidentale.

## Taxinomie
Eleutherodactylus vermiculatus a été placé en synonymie avec Pristimantis petrobardus par Duellman et Lehr en 2009.

## Publication originale
- Duellman, 1991 : A new species of Eleutherodactylus (Anura: Leptodactylidae) from the Cordillera Occidental of Peru. Herpetologica, vol. 47, no 1, p. 6-9.